# Ecovia (empresa)
A Caminho do Mar S/A - Ecovia é uma empresa que operou o Lote 6 do Anel de Integração do Paraná. Iniciou suas operações em 1997 e sua sede se localiza na cidade de Curitiba. O trecho de operação e manutenção sob responsabilidade da Ecovia correspondia a BR-277 – rodovia de grande importância comercial e turística na Região Sul do Brasil, por ligar Curitiba ao Porto de Paranaguá, numa extensão de 84 km em pista dupla, além dos segmentos rodoviários PR-508 – Alexandra Matinhos e PR-407 – Praia de Leste, de acesso à cidade de Matinhos e Pontal do Paraná, respectivamente, além de prestar manutenção nas rodovias de oferta que ligam a BR-277 às cidades de Morretes e Antonina. Neste trecho, trafegam 5,5 milhões de veículos por ano, sendo que 35% deste movimento refere-se ao transporte de cargas. A Ecovia faz parte do grupo EcoRodovias. No Paraná, além da Ecovia, o grupo conta com a Ecocataratas, empresa que administrou o trecho da BR-277 entre Guarapuava e Foz do Iguaçu.